# Lijst van schouten van Baarn
Dit is een lijst van schouten van de Nederlandse gemeente Baarn in de provincie Utrecht.
Burgemeester Frans Pen was tijdens de overgang van de Franse periode schout, maire en burgemeester van Baarn.

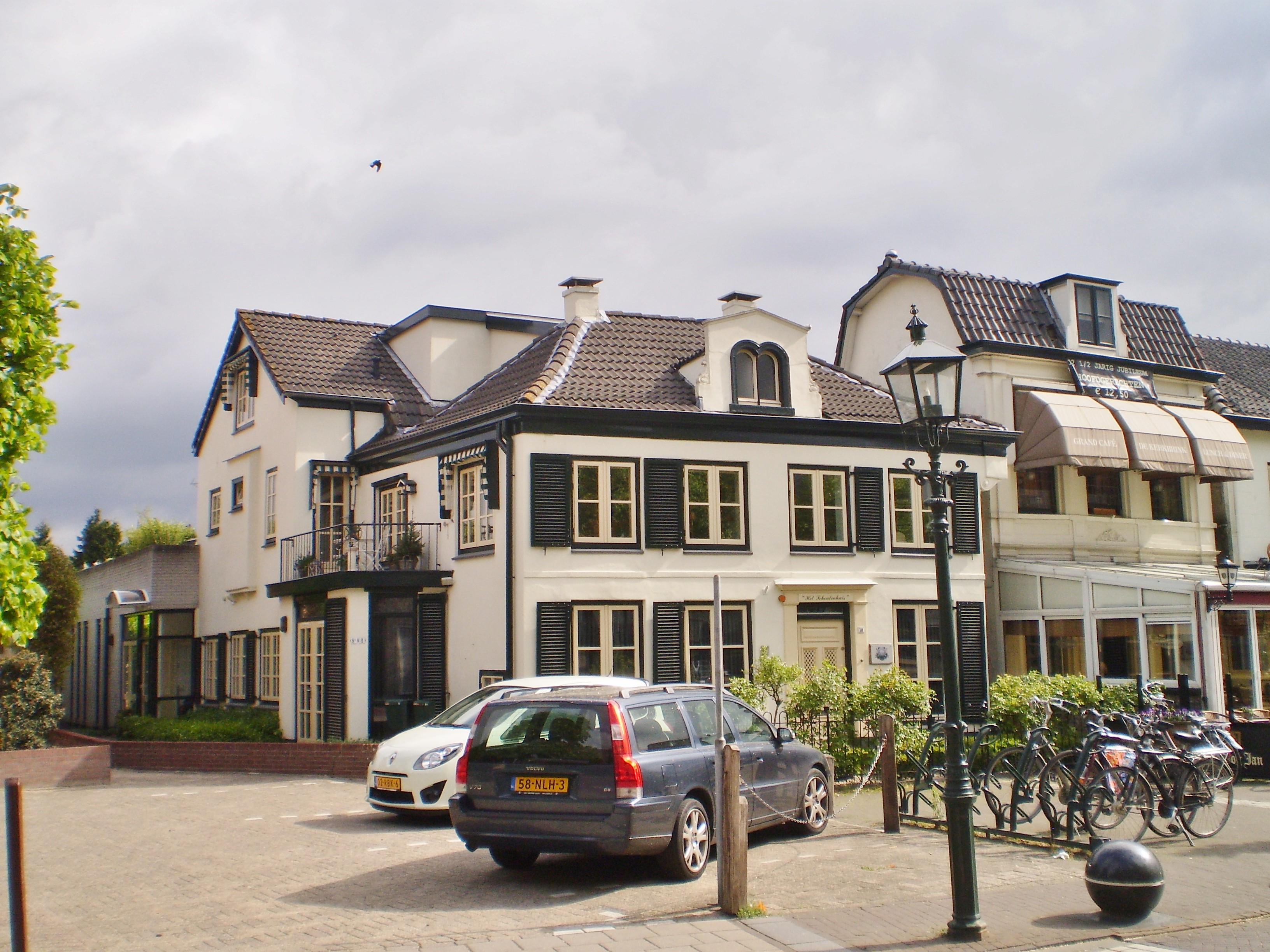
Schoutenhuis

| Jaar        | Naam Schout                     | Bijzonderheid               |
| ----------- | ------------------------------- | --------------------------- |
| 1538        | Thonis Thonisz                  |                             |
| 1611        | Adriaen Lambertsz               |                             |
| 1635        | Gielis Nagels                   | Schout van Baarn en Soest   |
| 1661        | Rudolf van Ewijck               |                             |
|             | Hendrik Plets                   | Schout van Baarn en Ter Eem |
|             | Rudolf van Ewijck               |                             |
|             | mr. Smout                       |                             |
|             | Eduard Lodewijk Pook van Baggen |                             |
| 1740 - 1752 | Christiaan Wiardi Plesman       |                             |
| 1753 - ?    | Huybert van Rijck               |                             |
| 1795 - ?    | Jan de Bruyn                    |                             |
| ?- 1805     | Antoine Methorst                |                             |
| 1805 - 1813 | Frans Pen                       |                             |